# Ah! My Goddess
Ah! My Goddess (jap. ああっ女神さまっ, Aa! Megami-sama, også oversat Oh My Goddess!) er en mangaserie af Kosuke Fujishima. Serien startede i 1988 og er foreløbig samlet i 48 bind. Der er desuden lavet tre animeserier, 10 OVA-afsnit, en animefilm, en light novel og tre videospil.
Serien er i et vist omfang inspireret af den nordiske mytologi herunder de tre norner Urd, Verdande og Skuld.

## Handling
Egentligt ville studenten Keiichi Morisato bare bestille en pizza over telefonen, men så kommer han ved en fejltagelse til at ringe til den "tekniske gudinde-katastrofetjeneste", og får besøg af en gudinde ved navn Belldandy, der vil opfylde et ønske for ham. Da han halv i spøg ønsker sig, at Belldandy skal blive hos ham for evigt – og dette virkelig bliver opfyldt – begynder en række kaotiske, men også romantiske komplikationer. Situationen bliver ikke bedre af, at Belldandys guddommelige søstre Urd og Skuld samt en del andre guder, dæmoner og fabeldyr lidt efter lidt begynder at slå sig ned ved parret.

## Figurer
- Belldandy: Som gudinde af første klasse har Belldandy (ベルダンディー Berudandī) af og til nogle problemer, med at finde sig til rette med livet som menneske. Keiichi bliver dog ikke træt af at forsikre hende, at det er fundstændig i orden.